# Stipa eremophila
Stipa eremophila är en gräsart som beskrevs av Felix Maximilian Reader. Stipa eremophila ingår i släktet fjädergrässläktet, och familjen gräs. Inga underarter finns listade i Catalogue of Life.